# Erika Christensen
Erika Jane Christensen (ur. 19 sierpnia 1982 w Seattle) – amerykańska aktorka, która wystąpiła m.in. w Planie lotu (2005) i Egzaminie dojrzałości (2004).

## Filmografia
| Rok  | Tytuł                                 | Rola                   | Szczegóły             |
| ---- | ------------------------------------- | ---------------------- | --------------------- |
| 1997 | Wiercipięta                           | Karen                  |                       |
| 1999 | Can of Worms                          | Kaetlyn                |                       |
| 1999 | Thanks                                | Abigail Winthrop       | serial                |
| 2000 | Traffic                               | Caroline Wakefield     |                       |
| 2001 | Różowe lata siedemdziesiąte           | Stacey                 | serial                |
| 2002 | Podejrzana                            | Deanna Cartwright      |                       |
| 2002 | Wielbicielka                          | Madison Bell           |                       |
| 2002 | Siostrzyczki                          | Hannah Kingsley        |                       |
| 2003 | MTV: Wichrowe wzgórza                 | Cate                   | serial                |
| 2004 | Egzamin dojrzałości                   | Anna Ross              |                       |
| 2004 | Jazda na kuli                         | Jessica Hadley         |                       |
| 2005 | Ostre słówka                          | Andy Wolfmeyer         |                       |
| 2005 | Trzy siostry                          | Irene Prior            |                       |
| 2005 | Plan lotu                             | Fiona                  |                       |
| 2005 | Statler and Waldorf: From the Balcony | Ona sama               | gościnnie w 8 odcinku |
| 2006 | Sześć stopni oddalenia                | Mae                    | serial                |
| 2007 | Ogrodnik z Edenu                      | Mona                   |                       |
| 2007 | Jak obrabować bank                    | Jessica                |                       |
| 2007 | The Save-Ums                          | Cloe                   | serial                |
| 2008 | Prawo i porządek: sekcja specjalna    | Lauren Cooper          | serial                |
| 2009 | Weronika postanawia umrzeć            | Claire                 |                       |
| 2009 | Magia kłamstwa                        | Trisha Howell          |                       |
| 2009 | Mercy                                 | Dana                   |                       |
| 2010 | Torturowani                           | Elise                  |                       |
| 2010 | Parenthood                            | Julia Braverman-Graham | serial                |